# Hinata Miyazawa
Hinata Miyazawa (Minamiashigara, 28 de novembro de 1999) é uma futebolista japonesa que atua como meio-campista. Atualmente, ela joga pelo Mynavi Sendai.

## Carreira profissional
Miyazawa iniciou sua trajetória no futebol profissional pelo clube Tokyo Verdy Beleza em 2018. Ela se transferiu para Mynavi Sendai em 2021.
Pela seleção japonesa, ela foi selecionada para integrar a seleção nacional sub-17 do Japão para a Copa do Mundo Sub-17 de 2016, tendo participado de todos os 6 jogos da campanha que levou seu país ao vice-campeonato. Dois anos depois, ela foi convocada para a Copa do Mundo Sub-20 de 2018, do qual ela jogou todos os 6 jogos da vitoriosa campanha do Japão no certame.
Sua estreia na seleção nacional do Japão ocorreu contra a Noruega ainda em 2018. Já em 2023, ela foi incluída na equipe de 23 jogadoras para a Copa do Mundo Feminina da FIFA de 2023.

## Títulos

### Artilharias
- Chuteira de Ouro da Copa do Mundo de Futebol Feminino de 2023 (5 gols)